# Auerbach (Banfe)
Der Auerbach ist ein etwa 3 km langer, orographisch rechter Zufluss der Banfe im nordrhein-westfälischen Kreis Siegen-Wittgenstein.

## Geographie

### Verlauf
Die Quelle des Auerbachs liegt im Süden der Gemarkung Bad Laasphe und des Wittgensteiner Berglandes im südöstlichen Rothaargebirge, wenig nördlich von Hesselbach, im Wald im Großen Höllloch. Von dort fließt der Bach in meist nordwestlicher bis nördlicher Richtung und mündet im Dorf Banfe in die Banfe. 
Der Auerbach mündet nach einem etwa 3,1 km langem Lauf mit mittlerem Sohlgefälle von rund 55 ‰ etwa 168 Höhenmeter unterhalb seiner Quelle.

### Zuflüsse
Der Auerbach hat mehrere, teils namenlose Zuflüsse.